# Grób Nieznanych Żołnierzy na Narodowym Cmentarzu w Arlington
Grób Nieznanych Żołnierzy na Narodowym Cmentarzu w Arlington (ang. The Tomb of the Unknowns) – grób w Arlington w Wirginii niedaleko Waszyngtonu zbudowany w wyrazie hołdu dla nieznanych z imion i nazwisk żołnierzy amerykańskich poległych podczas wojen prowadzonych przez Stany Zjednoczone. Jest on jednym z głównych obiektów Narodowego Cmentarza w Arlington.
Żołnierze pochowani w grobie odznaczeni są Medalem Honoru, najwyższym odznaczeniem wojskowym Stanów Zjednoczonych, Krzyżem Wiktorii, najwyższym odznaczeniem wojskowym Imperium Brytyjskiego, jak również najwyższymi odznaczeniami wojskowymi wszystkich krajów alianckich.
11 listopada 1921 roku Naczelnik Państwa i Naczelny Wódz marszałek Polski Józef Piłsudski nadał „nieznanemu żołnierzowi amerykańskiemu, którego zwłoki spoczywają na cmentarzu w Arlington” Krzyż Srebrny Orderu Wojskowego Virtuti Militari nr 262.

## Historia

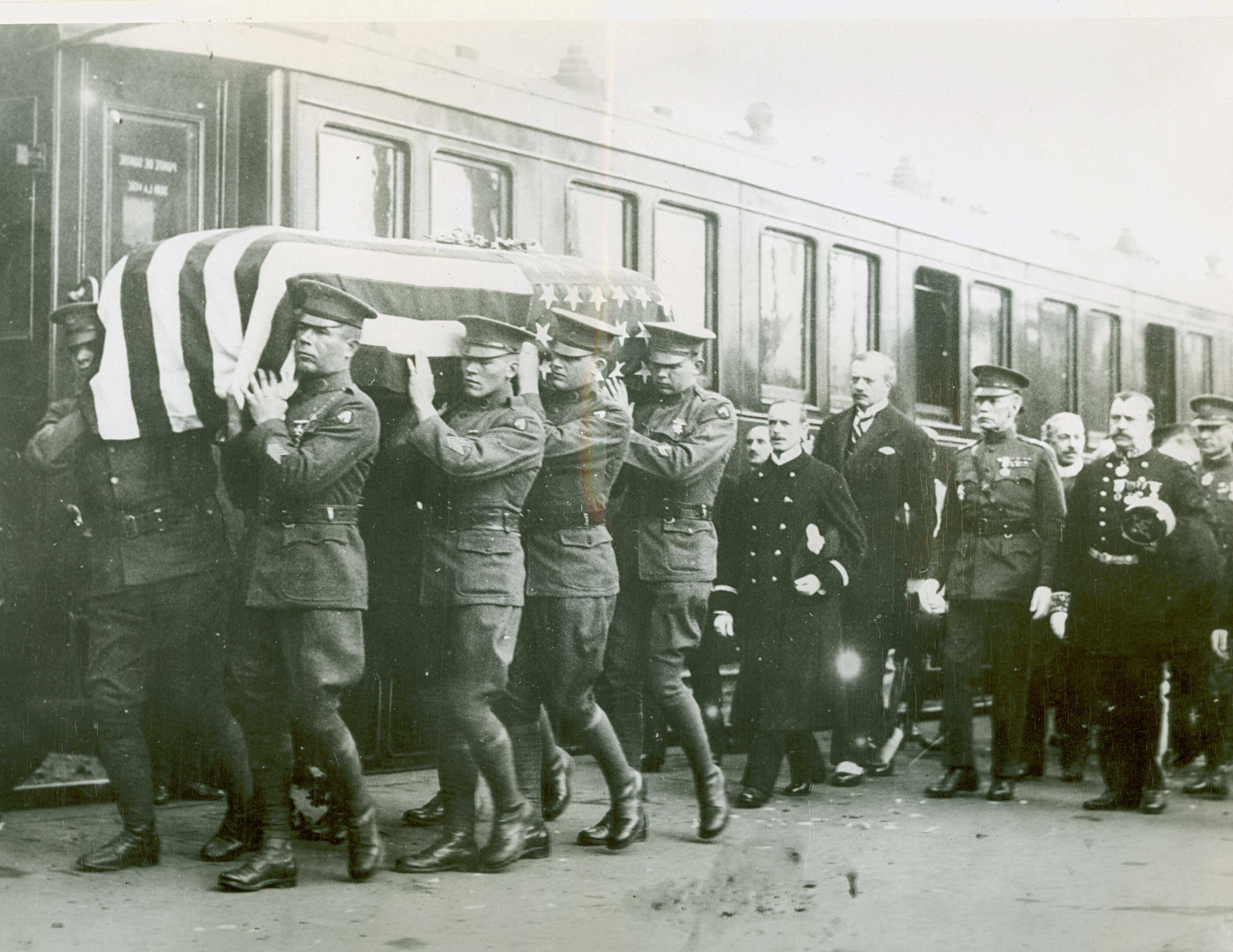
Ciało nieznanego żołnierza wybrane przez sierżanta Edwarda F. Youngera w drodze z Francji

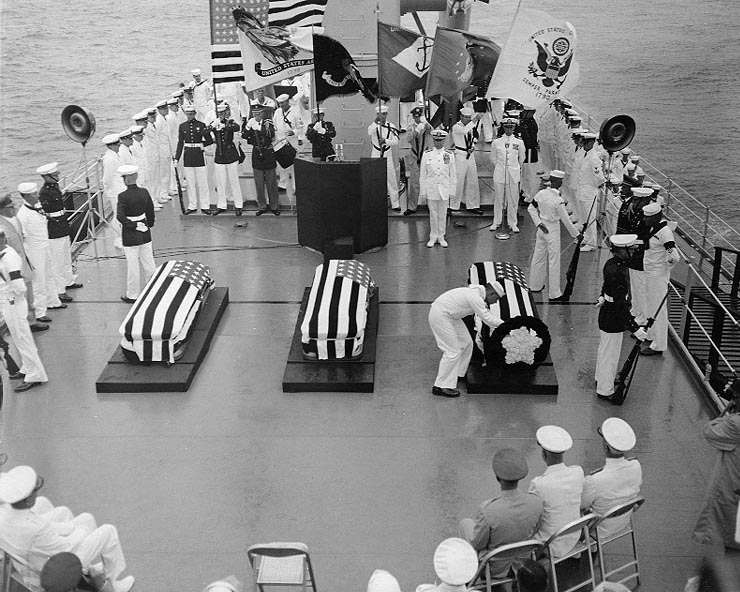
Uroczystość na pokładzie USS Canberra, w trakcie której wybrano ciało jednego z dwóch nieznanych żołnierzy poległych podczas drugiej wojny światowej. W trumnie pośrodku znajduje się ciało nieznanego żołnierza z wojny koreańskiej

Kiedy w krajach europejskich po I wojnie światowej idea grobów nieznanego żołnierza zaczęła zyskiwać na popularności, Kongres Stanów Zjednoczonych uchwałą z 4 marca 1921 roku zezwolił na ustanowienie takiego grobu na Narodowym Cmentarzu w Arlington. W 1921 roku ekshumowano szczątki czterech żołnierzy amerykańskich pochowanych na czterech różnych cmentarzach we Francji i umieszczono je w jednakowych trumnach.
Sierżant Edward F. Younger, uhonorowany weteran armii amerykańskiej, ranny podczas pierwszej wojny światowej, 24 października wybrał jedną z trumien, umieszczając na niej białą różę. Podczas gdy ciała w pozostałych trzech trumnach zostały pochowane na cmentarzu Meuse-Argonne we Francji, zwłoki w czwartej trumnie zostały przetransportowane do Stanów Zjednoczonych i pochowane 11 listopada 1921 roku podczas uroczystości, której przewodniczył prezydent Warren G. Harding.
Prezydent Dwight Eisenhower 3 sierpnia 1956 roku podpisał ustawę, na mocy której obok nieznanego żołnierza z pierwszej wojny światowej można było pogrzebać również żołnierzy o nieustalonej tożsamości z drugiej wojny światowej oraz z wojny koreańskiej.
Spośród dziewiętnastu ciał żołnierzy drugiej wojny światowej, których tożsamości nie ustalono, ekshumowanych z cmentarzy Europy, Hawajów i Filipin wybrano dwa i umieszczono w identycznych trumnach na pokładzie USS Canberra. Jedno z nich pochodziło z Europy, a drugie z Pacyfiku. Następnie William R. Carrette, wówczas jedyny marynarz w czynnej służbie Marynarki Wojennej Stanów Zjednoczonych odznaczony Medalem Honoru, wybrał jedną z nich. Drugą trumnę ze zwłokami pochowano na morzu.
Aby wybrać ciało nieznanego żołnierza z wojny koreańskiej, ekshumowano cztery ciała z cmentarza na Hawajach. Ostatecznego wyboru jednego z nich dokonał sierżant Ned Lyle.
Dwie trumny z ciałami nieznanych żołnierzy z drugiej wojny światowej i wojny koreańskiej zostały przetransportowane do Waszyngtonu tego samego dnia, 28 maja 1958 roku. Trzy dni później prezydent Eisenhower odznaczył obu żołnierzy Medalem Honoru i zostali oni pochowani obok żołnierza z pierwszej wojny światowej.
Ze względu na postęp technologiczny przy identyfikowaniu zwłok ciała większości żołnierzy poległych podczas wojny wietnamskiej zostały zidentyfikowane. Mimo tego 28 maja 1984 roku prezydent Ronald Reagan przewodniczył uroczystości pochowania nieznanego żołnierza poległego podczas wojny wietnamskiej.
Szczątki nieznanego żołnierza z Wietnamu zostały ekshumowane 14 maja 1998 i na podstawie badań mitochondrialnego DNA ustalono jego tożsamość. Okazał się nim Michael Joseph Blassie, pilot zestrzelony nad Wietnamem w 1972. W tych okolicznościach zwłoki pilota zostały przetransportowane i przeniesione do grobu na cmentarzu w rodzinnym Saint Louis w Missouri. Ze względu na postęp przy identyfikacji ciał ustalono, że jest mało prawdopodobne, aby kiedykolwiek znaleziono ciało weterana z Wietnamu, którego nie można by zidentyfikować i podjęto decyzję, aby kryptę przeznaczoną dla nieznanych żołnierzy, poległych w wojnie wietnamskiej pozostawić na zawsze pustą.

## Wygląd

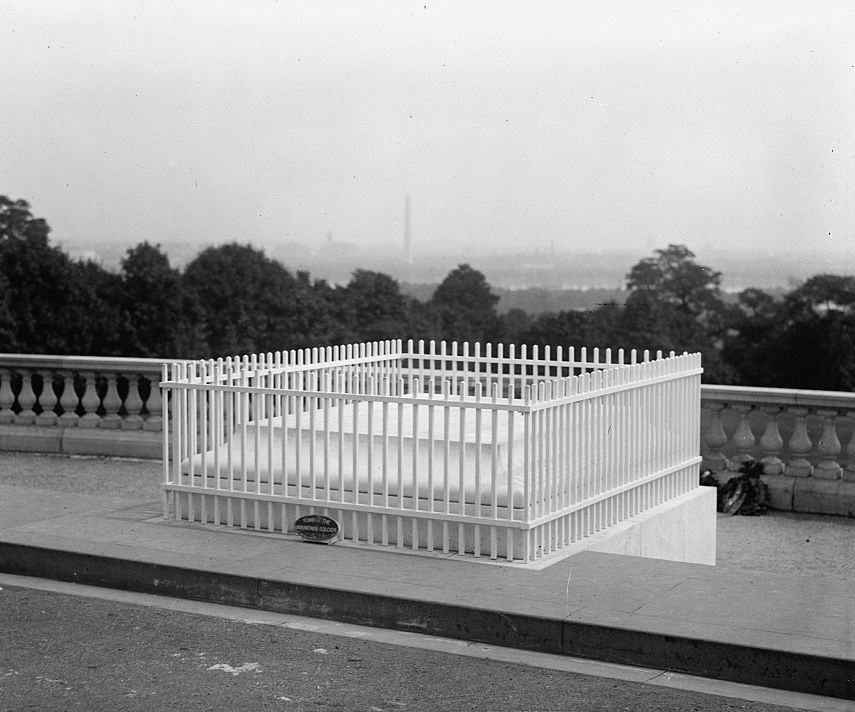
Wygląd grobu w 1923

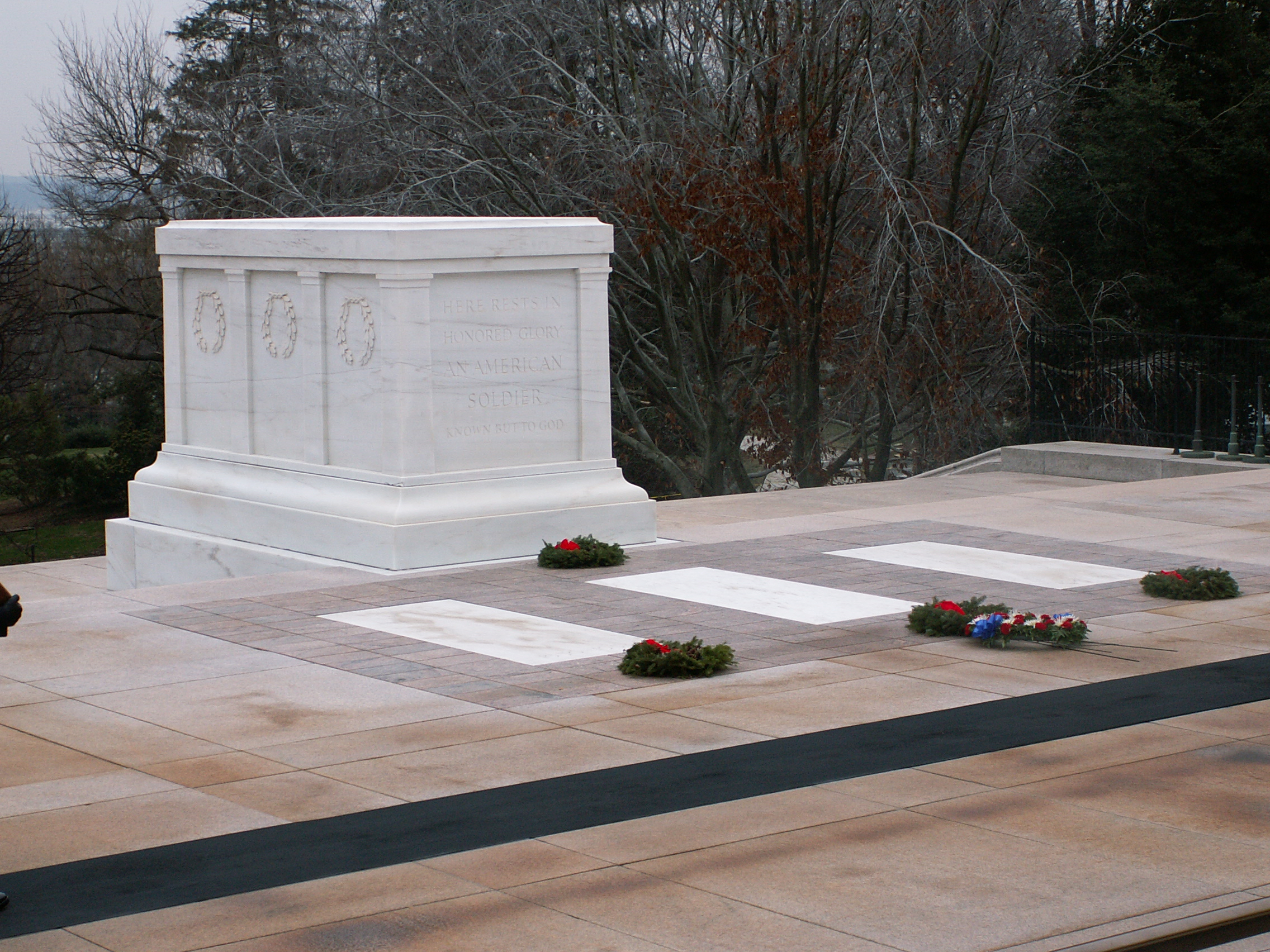
Widok na północną i zachodnią stronę obecnego sarkofagu, z przodu widoczne trzy krypty

Początkowo grób nieznanego żołnierza nie był okazały, jednak pod koniec lat 20. zdecydowano się zbudować nowy sarkofag z białego marmuru. Został on zaprojektowany przez Lorimera Richa i wyrzeźbiony przez Thomasa H. Jonesa. Jego budowa kosztowała 48 tysięcy dolarów i trwała ponad rok. Sarkofag został odsłonięty 19 kwietnia 1931.
Zbudowany jest z siedmiu części i waży 79 ton. Na północnej i południowej ścianie grobowca wyrzeźbionych jest sześć odwróconych wieńców, po trzy z każdej strony. Symbolizują one główne bitwy pierwszej wojny światowej, w których uczestniczyły siły amerykańskie. Były to bitwy: o Ardeny, Belleau Wood, pod Château-Thierry, pod Meuse-Argonne, pod Oisiu-Eiseu i nad Sommą. Odwrócone wieńce symbolizują żałobę.
Na wschodniej ścianie sarkofagu, która jest niewidoczna dla zwiedzających, wyrzeźbione są trzy postacie symbolizujące Pokój, Zwycięstwo i Honor. Pokój, w lewej ręce trzyma gołębia, zaś prawą ręką trzyma za rękę Zwycięstwo. Stojący po prawej stronie Honor w dłoni trzyma złamany miecz i stoi twarzą w twarz ze Zwycięstwem. Znajdujące się pośrodku Zwycięstwo trzyma z rękę Pokój i wyciąga gałązkę oliwną w kierunku Honoru.
Na zachodniej ścianie sarkofagu, która zwrócona jest przodem do publiczności, wyryto słowa:

HERE RESTS IN
HONORED GLORY
AN AMERICAN
SOLDIER
KNOWN BUT TO GOD

które można przetłumaczyć jako: Tutaj spoczywa w uhonorowanej chwale amerykański żołnierz znany jedynie Bogu.
Przed sarkofagiem znajdują się trzy krypty z białego marmuru. Każda z nich waży trzy tony. Po lewej stronie jest krypta ze zwłokami żołnierza z drugiej wojny światowej, a po prawej krypta z ciałem żołnierza z wojny koreańskiej. Środkowa krypta zawierała w przeszłości ciało żołnierza z wojny wietnamskiej, jednak obecnie jest pusta.
Sarkofag ulega stopniowemu zniszczeniu. Wokół grobowca na wysokości około jednego metra nad ziemią powstało wyraźne pęknięcie. Odpadła również część liścia z jednego z sześciu wieńców. Rozważa się różne możliwości naprawy lub wymiany części pomnika.

## Warty

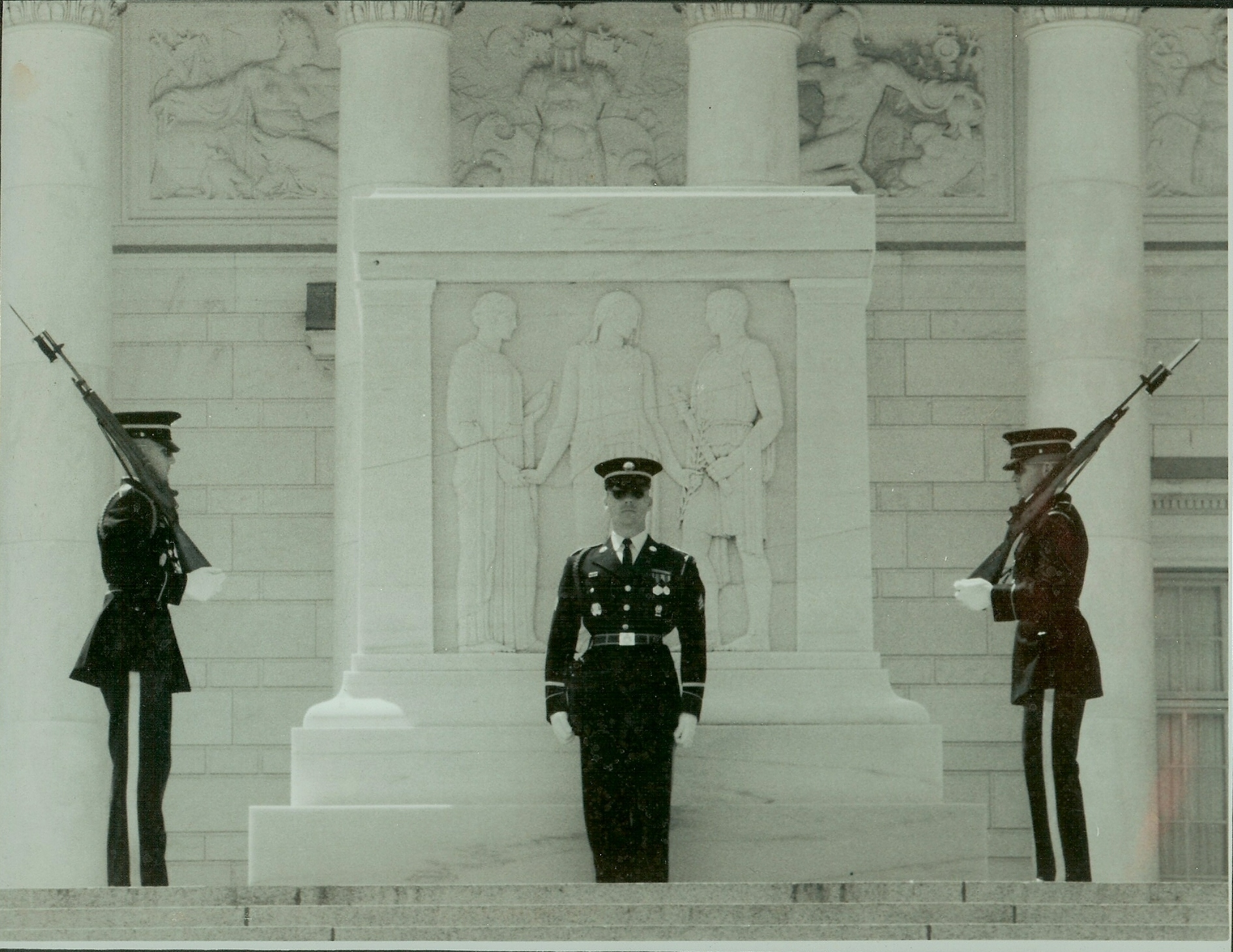
Zmiana warty na tle wschodniej ściany sarkofagu

Od 2 lipca 1937 roku przy Grobie Nieznanego Żołnierza czuwa nieustająca warta żołnierska. Wcześniej, od 1926 roku, cywilna warta miała miejsce tylko w godzinach otwarcia cmentarza. Od 1948 roku pełnią ją żołnierze ze specjalnego reprezentacyjnego plutonu 3. Pułku Piechoty Armii Stanów Zjednoczonych. Wartownicy zmieniają się podczas uroczystych ceremonii, które mają miejsce co trzydzieści minut latem i co godzinę zimą. W czasie, gdy cmentarz jest zamknięty, zmiana warty następuje co 2 godziny.
Żołnierze pełniący wartę strzegą grobu niezależnie od pogody i pory roku. Pełnią wartę przez 24 godziny, następnie mają 24 godziny odpoczynku; taki cykl powtarza się trzykrotnie, przy czym trzecia zmiana kończy się 96-godzinnym czasem wolnym. W czasie wolnym przed każdą zmianą wartownicy przygotowują swój mundur do służby następnego dnia, co zajmuje przeciętnie 8 godzin, oraz strzygą włosy. W czasie wolnym odbywają również zajęcia fizyczne i treningi.

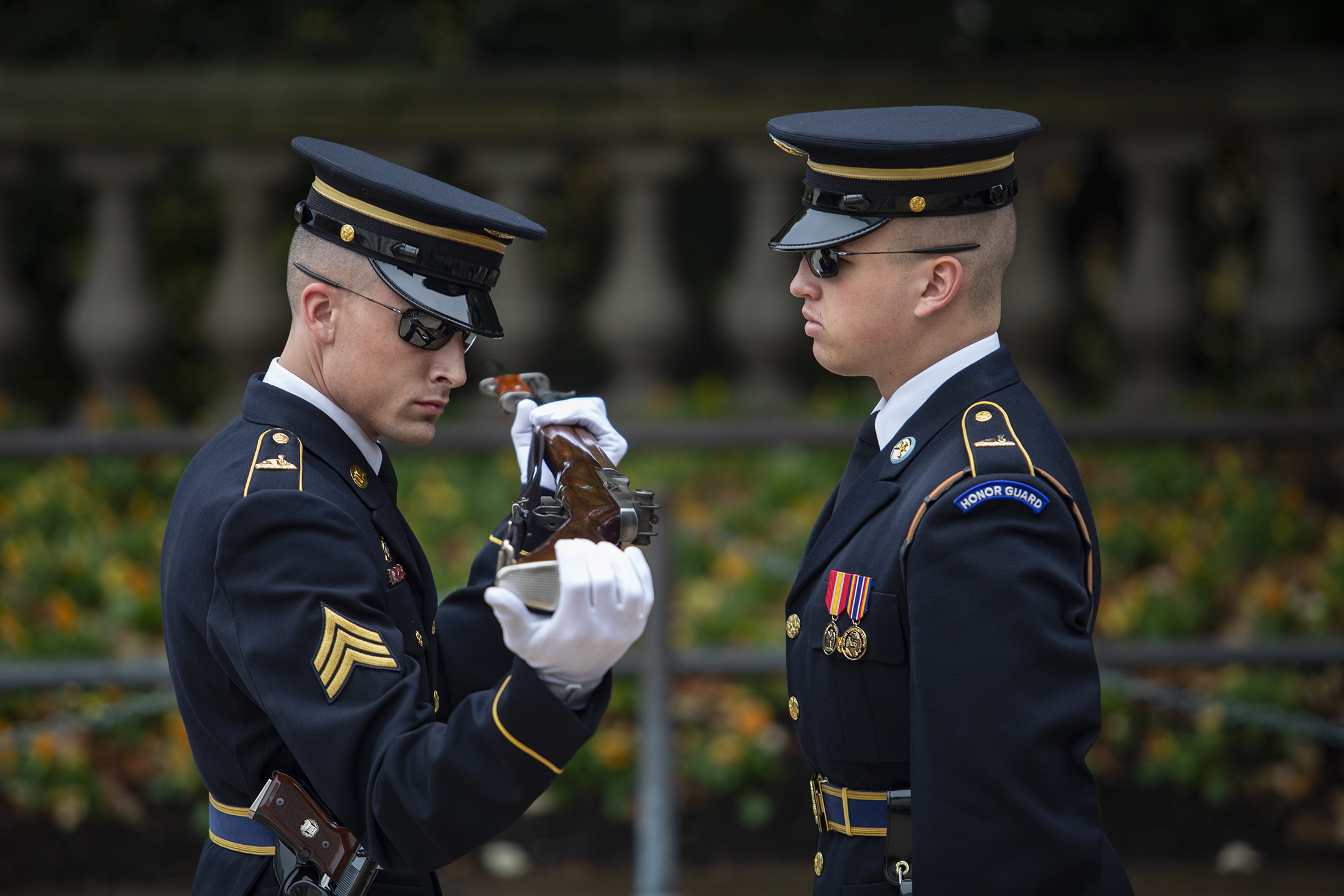
Rytualna kontrola broni podczas zmiany warty

Podczas warty każdy z żołnierzy stoi przez 21 sekund zwrócony twarzą w kierunku grobu, a następnie wykonuje 21 kroków w ściśle określonym kierunku, potem znowu przyjmuje postawę zasadniczą na 21 sekund i wraca na pierwotną pozycję. Tak postępuje przez cały czas trwania warty. Liczba 21 symbolizuje najwyższy honor wojskowy, jakim jest salwa honorowa składająca się z 21 strzałów.
Broń wartownika zawsze jest po stronie dalszej od grobu, co symbolizuje gotowość jej użycia w każdej chwili.